# Dipoena chillana
Dipoena chillana är en spindelart som beskrevs av Claude Lévi 1963. Dipoena chillana ingår i släktet Dipoena och familjen klotspindlar. Inga underarter finns listade i Catalogue of Life.